# Björntjärnen (Vilhelmina socken, Lappland, 714637-156132)
Björntjärnen är en sjö i Vilhelmina kommun och Åsele kommun i Lappland och ingår i Ångermanälvens huvudavrinningsområde. Sjön har en area på 0,0872 kvadratkilometer och ligger 422,9 meter över havet.

## Delavrinningsområde
Björntjärnen ingår i det delavrinningsområde (713721-157006) som SMHI kallar för Utloppet av Torvsjön. Medelhöjden är 390 meter över havet och ytan är 72,29 kvadratkilometer. Räknas de 26 avrinningsområdena uppströms in blir den ackumulerade arean 313,2 kvadratkilometer. Torvsjöån som avvattnar avrinningsområdet har biflödesordning 2, vilket innebär att vattnet flödar genom totalt 2 vattendrag innan det når havet efter 216 kilometer. Avrinningsområdet består mestadels av skog (79 procent). Avrinningsområdet har 4,64 kvadratkilometer vattenytor vilket ger det en sjöprocent på 6,4 procent.